# Cantone di Le Biot
Il Cantone di Le Biot era un cantone francese dell'arrondissement di Thonon-les-Bains.
A seguito della riforma approvata con decreto del 13 febbraio 2014, che ha avuto attuazione dopo le elezioni dipartimentali del 2015, è stato soppresso.

## Composizione
Comprendeva i comuni di:
- La Baume
- Le Biot
- Essert-Romand
- La Forclaz
- Montriond
- Morzine
- Seytroux
- Saint-Jean-d'Aulps
- La Vernaz